# Abtei Villiers-aux-Nonnains
Die Abtei Notre-Dame de Villiers-aux-Nonnains ist ein ehemaliges Kloster auf dem Gebiet der heutigen Gemeinde Cerny im Département Essonne. Es bestand von 1218 bis 1751, zunächst als Männerkloster des Dominikaner- und ab 1220 als Frauenkloster des Zisterzienserordens, und gehörte zum Erzbistum Sens. Die Abtei erlangte im 17. Jahrhundert Bedeutung aufgrund der Behauptung, Anna von Kiew, Witwe des französischen Königs Heinrich I., sei dort bestattet.

## Geschichte
Nachdem Papst Honorius III. 1215 den Dominikanerorden approbiert hatte, ließen sich im Jahr 1216 einige Ordensangehörige in Villiers auf Grundstücken nieder, die König Philipp II. ihnen geschenkt hatte, und gründeten das Kloster Saint-Romain. Von Jean Briard, Seigneur de Breteuil, erhielten sie im Februar 1218 Almosen und den Zehnten auf Getreide und Wein aus Villiers als Einkommensquelle. Aufgrund der Entwicklung des Ordens zum Bettelorden wurde das Kloster am 31. März 1220 wieder aufgegeben.
Amicie de Breteuil, Jeans Witwe, erhielt daraufhin vom Erzbischof von Sens im Mai 1220 die Erlaubnis, an gleicher Stelle und mit gleichen Rechten ein Kloster der Zisterzienserinnen zu gründen. Das Kloster bestand bis zum Jahr 1763, bis zum Tod der Äbtissin Louise des Balbes de Berton de Crillon, einer Schwester von Jean-Louis des Balbes de Berton de Crillon, dem 1751 verstorbenen Erzbischof von Narbonne. Anschließend wurde die Abtei Villiers mit dem Kloster La Joie (Nemours) vereinigt und hieß seitdem Abtei Villiers-La Joye.
Während der Revolution wurde die Abtei verkauft und zerstört, später wurde hier das Château de Montmirault errichtet, das wiederum 1972 abgerissen wurde, um der Berufsschule „Alexandre Denis“ Platz zu machen.

## Grab der Anna von Kiew
Die Abtei Villiers-aux-Nonnains wäre ohne größere Bedeutung geblieben, wenn nicht Ende des 17. Jahrhunderts die Vermutung aufgekommen wäre, hier sei Anna von Kiew bestattet, die Witwe des französischen Königs Heinrich I.
Am 22. Juni 1682 berichtete das Journal des sçavans von historischen „Neuentdeckungen“ (nouvelles découvertes) des Jesuitenpaters Claude-François Ménestrier (1631–1705), der zu dieser Zeit als Autorität zur Geschichte des Adels galt. An der Spitze des Berichts fand sich die Beschreibung eines Grabsteins, der in der Kirche der Abtei Villiers-aux-Nonnains aufgefunden worden war: Ménestrier war überzeugt, dass der Grabstein zu einer Königin gehöre, die irrtümlicherweise Anna statt Agnes genannt wurde, und die Witwe des Königs Heinrich I. gewesen sei. Er berichtet von einem eingravierten Bildnis einer Person, die mit einer Haube gekrönt sei, sowie einem halbkreisförmigen Epitaph, das mit den Worten Hic jacet Domina Agnes uxor quondam Henrici Regis – Hier ruht die Herrin Agnes, einst Ehefrau des Königs Heinrich – beginne, dann folge eine Lücke, bevor es mit eorum per misericordiam Dei requiescant in pace weitergehe.
Die Autoren der Gallia Christiana greifen ein Jahrhundert später in ihrem Artikel über die Abtei Villiers das Thema auf, bemerken allerdings, dass 1642 von Magdelon Theulier, einem Abgesandten des Generalvikars des Zisterzienserordens, lediglich Hic jacet Domina Agnes auf dem Grabstein gelesen wurde, 1749 bei der Überprüfung von Ménestriers Meldung zwar der Zusatz quae fuit uxor Henrici, aber nicht das Wort Regis entdeckt werden konnte. Zudem weisen die Autoren der Gallia Christiana darauf hin, dass das Kloster Villiers erst eineinhalb Jahrhunderte nach dem Tod Annas gegründet wurde, und dass die daraus notwendig sich ergebende Umbettung des Leichnams aus einem unbekannten ersten Grab in die Abtei keine Spuren in den mittelalterlichen Chroniken hinterließ.
Da der Grabstein in der Revolution verschwand, liegen lediglich die genannten Texte vor, und es kann nicht mehr festgestellt werden, wie die Inschrift tatsächlich lautete.